# Huân chương Bảo vệ Tổ quốc
Huân chương Bảo vệ Tổ quốc là một loại huân chương của Nhà nước Cộng hòa Xã hội Chủ nghĩa Việt Nam; được đặt ra theo Luật Thi đua - Khen thưởng (ban hành ngày 26 tháng 11 năm 2003); để tặng hoặc truy tặng cho cá nhân, tặng cho tập thể có thành tích trong huấn luyện, xây dựng lực lượng, củng cố nền quốc phòng toàn dân và an ninh nhân dân. Huân chương Bảo vệ Tổ quốc có 3 hạng được phân biệt bằng số sao đính trên dải và cuống huân chương: hạng nhất có 3 sao, hạng nhì có 2 sao, hạng ba có 1 sao. Thẩm quyền tặng, truy tặng Huân chương Bảo vệ Tổ quốc do Chủ tịch nước quyết định.

## Mô tả
Huân chương Bảo vệ Tổ quốc gồm có 3 phần:
- Cuống Huân chương viền ngoài màu vàng, trong bằng tơ Rayon dệt hai màu: 1/2 bên trái màu xanh lá, 1/2 bên phải màu đỏ cờ, gắn sao theo hạng Huân chương; cốt bằng đồng đỏ mạ vàng hợp kim Nico dày 3 micron; kích thước 28mm x 14mm.
- Dải Huân chương hình chữ A cách điệu, bằng tơ Rayon dệt hai màu: 1/2 bên trái màu xanh lá, 1/2 bên phải màu đỏ cờ, gắn sao theo hạng Huân chương; cốt bằng đồng đỏ mạ vàng hợp kim Nico dày 3 micron; kích thước 28mm x 51mm x 41mm x 5mm.
- Thân Huân chương hình sao 10 cánh cách điệu, chính giữa có biểu tượng khẩu súng AK-47 và thanh kiếm đặt chéo nhau, phía trên có ngôi sao vàng 5 cánh toả sáng trên nền đỏ, bao quanh có dòng chữ "Huân chương Bảo vệ Tổ quốc" "Việt Nam" (màu vàng). Đường kính ngoại tiếp 10 đỉnh sao bằng 43mm, chất liệu bằng đồng đỏ mạ vàng hợp kim Nico dày 3 micron.

## Đối tượng và tiêu chuẩn khen thưởng

### Huân chương Bảo vệ Tổ quốc hạng nhất
1. Để tặng hoặc truy tặng cho cá nhân đạt một trong các tiêu chuẩn sau:
a) Đã được tặng Huân chương Bảo vệ Tổ quốc hạng nhì và sau đó được tặng danh hiệu "Chiến sĩ thi đua toàn quốc";
b) Có phát minh, sáng chế, công trình khoa học hoặc tác phẩm xuất sắc cấp Nhà nước;
c) Lập được thành tích đặc biệt xuất sắc đột xuất hoặc có quá trình cống hiến lâu dài trong Lực lượng vũ trang nhân dân.
2. Để tặng cho tập thể đạt một trong các tiêu chuẩn sau:
a) Đã được tặng Huân chương Bảo vệ Tổ quốc hạng nhì, 5 năm tiếp theo liên tục đạt danh hiệu "Tập thể Lao động xuất sắc" hoặc "Đơn vị quyết thắng" và có ba lần được tặng Cờ thi đua cấp bộ, ngành, tỉnh, đoàn thể trung ương hoặc hai lần được tặng Cờ thi đua của Chính phủ;
b) Lập được thành tích đặc biệt xuất sắc đột xuất.

### Huân chương Bảo vệ Tổ quốc hạng nhì
1. Để tặng hoặc truy tặng cho cá nhân đạt một trong các tiêu chuẩn sau:
a) Đã được tặng Huân chương Bảo vệ Tổ quốc hạng ba và sau đó có hai lần được tặng danh hiệu Chiến sĩ thi đua cấp bộ, ngành, tỉnh, đoàn thể trung ương hoặc một lần được tặng Bằng khen của Thủ tướng Chính phủ;
b) Có phát minh, sáng chế, công trình khoa học hoặc tác phẩm xuất sắc cấp bộ, ngành, tỉnh, đoàn thể trung ương;
c) Lập được thành tích xuất sắc đột xuất hoặc có quá trình cống hiến lâu dài trong lực lượng vũ trang nhân dân.
2. Để tặng cho tập thể đạt một trong các tiêu chuẩn sau:
a) Đã được tặng Huân chương Bảo vệ Tổ quốc hạng ba, 5 năm tiếp theo liên tục đạt danh hiệu "Tập thể Lao động xuất sắc" hoặc "Đơn vị quyết thắng" và có hai lần được tặng Cờ thi đua cấp bộ, ngành, tỉnh, đoàn thể trung ương hoặc một lần được tặng Cờ thi đua của Chính phủ;
b) Lập được thành tích xuất sắc đột xuất.

### Huân chương Bảo vệ Tổ quốc hạng ba
1. Để tặng hoặc truy tặng cho cá nhân đạt một trong các tiêu chuẩn sau:
a) Có 7 năm liên tục đạt danh hiệu "Chiến sĩ thi đua cấp cơ sở" và có hai lần được tặng Bằng khen cấp bộ, ngành, tỉnh, đoàn thể trung ương hoặc một lần được tặng Bằng khen của Thủ tướng Chính phủ;
b) Có công trình khoa học, nghệ thuật hoặc có sáng kiến, giải pháp hữu ích được Hội đồng khoa học cấp bộ đánh giá xuất sắc, được ứng dụng vào thực tiễn đem lại hiệu quả cao, thiết thực;
c) Lập được thành tích xuất sắc đột xuất hoặc có quá trình cống hiến lâu dài trong lực lượng vũ trang nhân dân.
2. Để tặng cho tập thể đạt một trong các tiêu chuẩn sau:
a) Có 5 năm liên tục đạt danh hiệu "Tập thể Lao động xuất sắc" hoặc "Đơn vị quyết thắng" và có một lần được tặng Cờ thi đua cấp bộ, ngành, tỉnh, đoàn thể trung ương hoặc được tặng Bằng khen của Thủ tướng Chính phủ;
b) Lập được thành tích xuất sắc đột xuất.